# Eilema harpophora
Eilema harpophora là một loài bướm đêm thuộc phân họ Arctiinae, họ Erebidae.